# سر دلبران
سِرِّ دلبران نام یک سریال تلویزیونی ایرانی است که به مناسبت ماه رمضان از شبکه یک تلویزیون ایران پخش شد. کارگردان این مجموعه محمدحسین لطیفی است و بازیگرانی همچون برزو ارجمند، محمد کاسبی و فرهاد قائمیان در آن بازی کرده‌اند. این سریال قرار بود در ماه رمضان سال ۱۳۹۶ به روی آنتن برود اما سرانجام در رمضان ۱۳۹۷ پخش شد.

## موضوع سریال
داستان این سریال دربارهٔ روحانی مسجدی است (با بازی برزو ارجمند) که سعی در حل مشکلات مردم دارد.

## بازیگران
| بازیگر           | نقش         |
| ---------------- | ----------- |
| برزو ارجمند      | سلیم        |
| فرهاد قائمیان    | بهمن        |
| متین ستوده       | راضیه       |
| رابعه مدنی       | طوبی        |
| محمد کاسبی       | سبحان       |
| جعفر دهقان       | برزو        |
| جهانبخش سلطانی   | پروانه      |
| اسماعیل محرابی   | دکتر،سیاوش  |
| فرخ نعمتی        | خلیل        |
| شهرام عبدلی      | کاووس       |
| کامران تفتی      | هرمز        |
| بهاره افشاری     | سمیرا       |
| نگار عابدی       | نسرین       |
| رضا توکلی        | جوادی       |
| جمال اجلالی      | بهرام       |
| منوچهر آذر       | شیخ احمد    |
| شهین تسلیمی      | عصمت        |
| افسانه ناصری     | پری         |
| محمد الهی        | اسد         |
| مختار سائقی      | مهربان      |
| کیانوش گرامی     | اسی         |
| گیتی معینی       | همسایه بهمن |
| فاطمه شکری       | راحله       |
| لیدا عباسی       | ژاله        |
| بهار ارجمند      | روح انگیز   |
| نصرت میرعظیمی    | نیکو        |
| افسانه کمالی     | مهتاب       |
| حسام حسنی        | مجتبی       |
| حسام خلیل نژاد   | صادق        |
| مهدی دانایی مقدم | بهادر       |
| محمدرضا زبرجدی   | حشمت        |
| مسعود بهارلو     | دکتر        |

## موسیقی
| شماره | نام                    | خواننده     | مدت  |
| ----- | ---------------------- | ----------- | ---- |
| ۱.    | «خرقه» (تیتراژ پایانی) | روزبه بمانی | ۳:۳۵ |

## نقد
این سریال مناسبتی که در ماه رمضان ۱۳۹۷ از شبکه یک رسانه ملی ایران پخش شد مورد نقد رسانه‌ها قرار گرفت. دکتر طیبه نجفی مدرس و پژوهشگر مرکز مطالعات زنان دانشگاه خوارزمی در سایت بهدخت، این سریال را نقد تربیتی کرده است. یکی از منتقدان در مورد آن نوشت: سر دلبران قصه ای پرتکرار و شتابزده است و با وجود اینکه سعی دارد نقشِ محوری مسجد را در فضای روابط یک محله سنتی به نمایش درآورد ولی چیزی که در نظر مخاطب برداشت می‌شود این است که این مجموعه قصد دارد که شخصیت محوری روحانی را تقویت نماید و به همین دلیل مخاطبین خود را از دست می‌دهد!